# Fotografia de nu

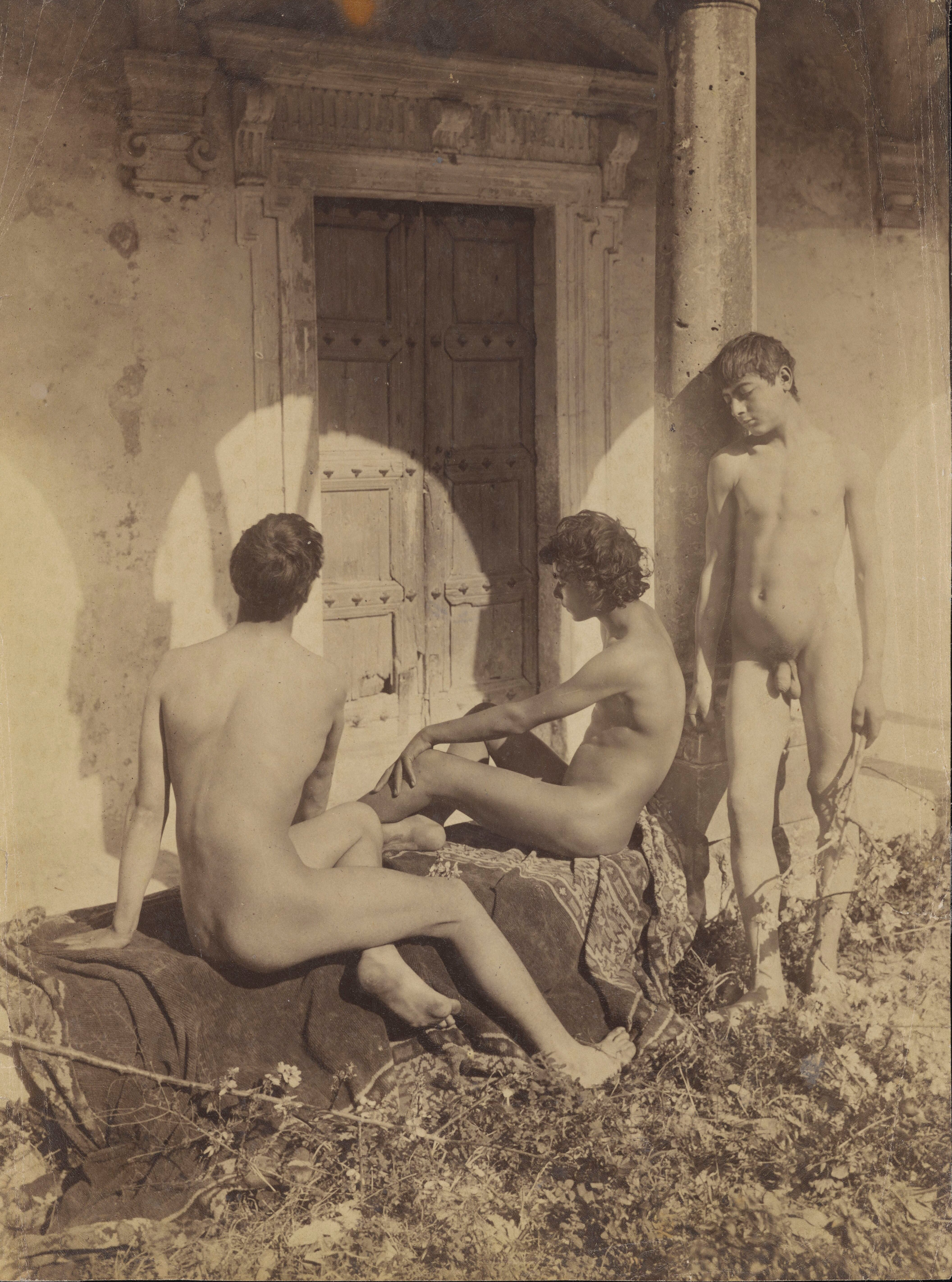
Três meninos nus (c.1895) por Wilhelm von Gloeden

A fotografia de nu é a criação de qualquer fotografia que contenha uma imagem de uma pessoa nua ou semi-nua, ou uma imagem sugestiva de nudez. A fotografia de nudez é realizada para uma variedade de finalidades, incluindo usos educacionais, aplicações comerciais e criações artísticas. A exposição ou publicação de fotografias nuas pode ser controversa, mais ainda em algumas culturas ou países do que em outras, e especialmente se o assunto for menor de idade.

## Educacional
Fotografias de nudez podem ser usadas para fins científicos e educacionais, como estudos etnográficos, fisiologia humana ou educação sexual. Nesse contexto, a ênfase da fotografia não está no assunto, nem na beleza ou erotismo da imagem, mas no propósito educacional ou demonstrativo para o qual a imagem foi produzida.
A imagem nua pode ser usada para análise ou para acompanhar livros médicos ou outros livros, relatórios científicos, artigos ou trabalhos de pesquisa. Eles são essencialmente de natureza ilustrativa, e fotografias desse tipo são frequentemente rotuladas para mostrar características-chave em um contexto de suporte.

## Comercial

### Erótica
Desde os primeiros dias da fotografia, o nu foi uma fonte de inspiração para aqueles que adotaram o novo meio. A maioria das primeiras imagens foi muito bem guardada ou circulada sub-repticiamente como violações das normas sociais da época, já que a fotografia captura nudez real. Muitas culturas, embora aceitem a nudez na arte, evitam a nudez real. Por exemplo, até mesmo uma galeria de arte que exibe pinturas de nudez normalmente não aceita nudez em um visitante. Alfred Cheney Johnston (1885–1971) foi um fotógrafo americano profissional que muitas vezes fotografou Ziegfeld Follies. Ele também manteve seu próprio estúdio fotográfico comercial de grande sucesso, produzindo anúncios em revistas para uma ampla gama de produtos comerciais de alto padrão—principalmente moda masculina e feminina - e também fotografou centenas de artistas e dançarinas, incluindo fotos nuas de alguns. A maioria de suas imagens nuas (algumas nomeadas, na maior parte anônimas) eram, de fato, garotas da Ziegfeld Follies, mas tais imagens frontais completamente ousadas e sem retoques certamente não seriam publicamente publicadas nas décadas de 1920–1930, então especula-se que estes eram simplesmente seus próprios trabalhos artísticos pessoais, e/ou feitos a mando de Flo Ziegfeld para o prazer pessoal do showman.

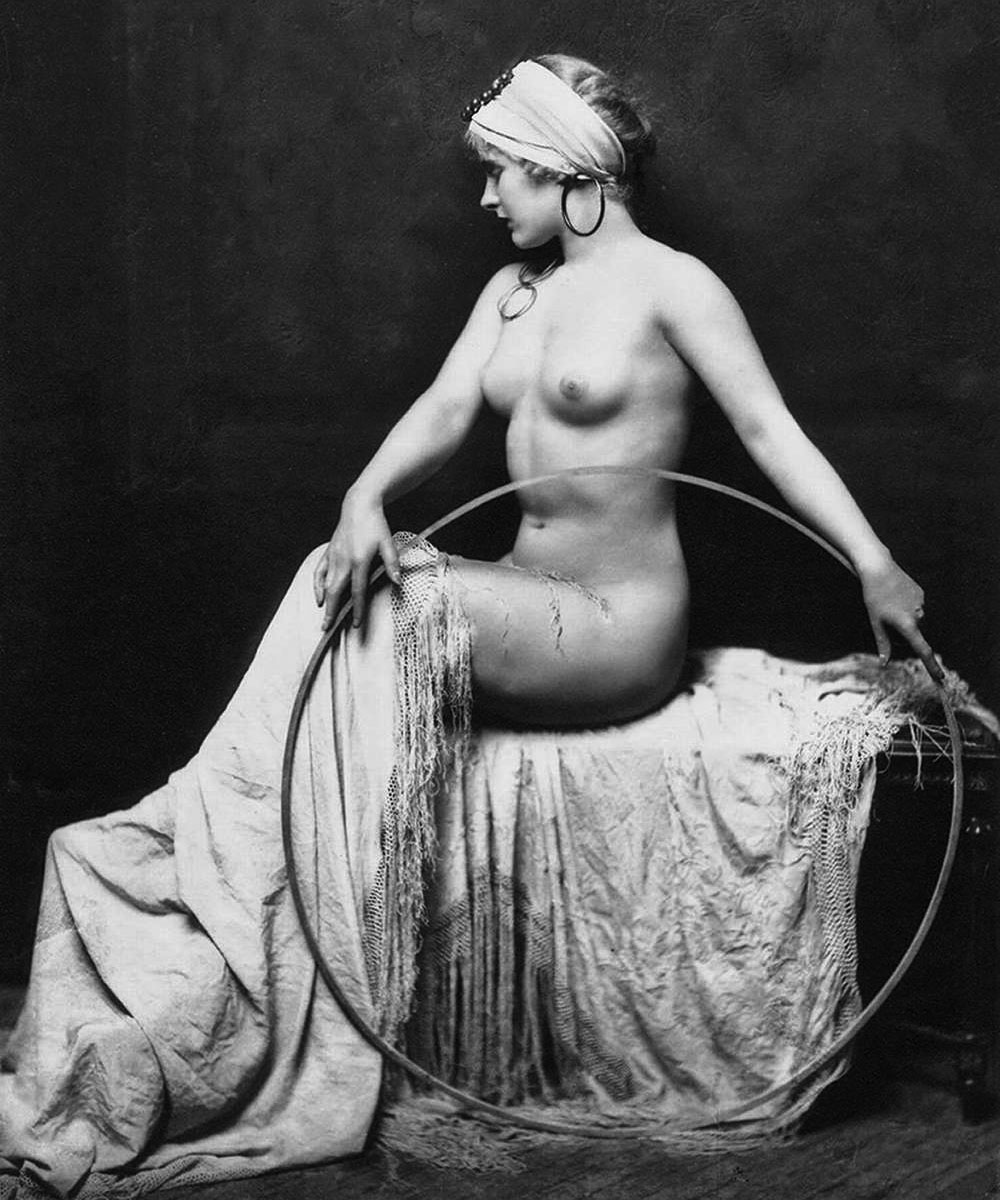
Clássico de Johnston, 1920, retrato nu de modelo não identificada, muito provavelmente uma showgirl de Ziegfeld Follies.
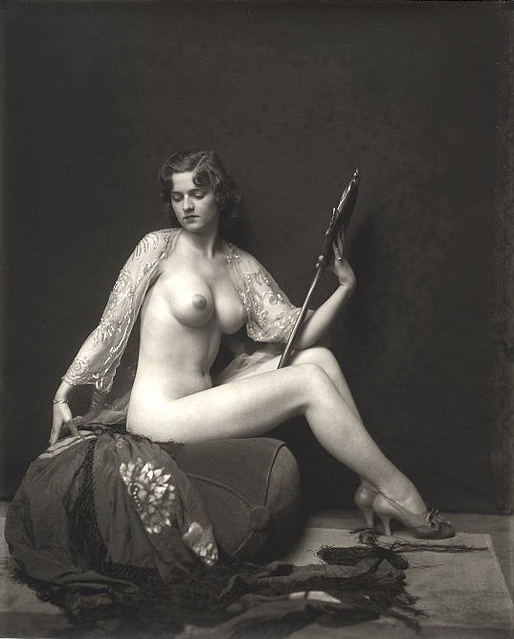
Foto de Johnston da atriz de Ziegfeld Follies, Dorothy Flood.
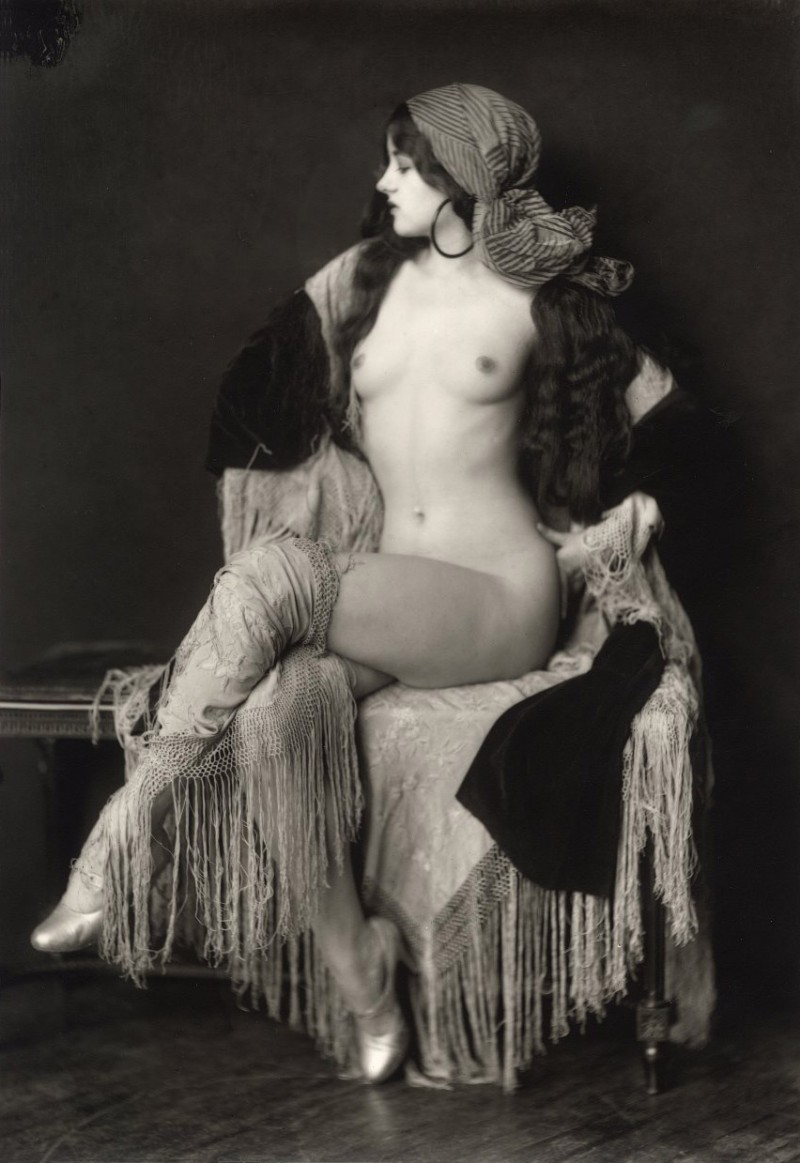
Virginia Biddle, por Alfred Cheney Johnston.

### Glamour
As fotografias de glamour enfatizam o modelo, geralmente feminino, de uma maneira romântica e atraente, sexualmente sedutora. O modelo pode estar completamente vestido ou semi-nu, mas a fotografia de glamour não chega a intimidar sexualmente o espectador e a ser pornográfica. Antes da década de 1960, a fotografia de glamour era comumente referida como fotografia erótica.

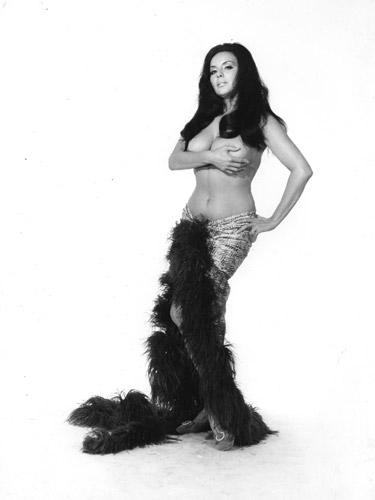
Isabel Sarli, por volta de 1973
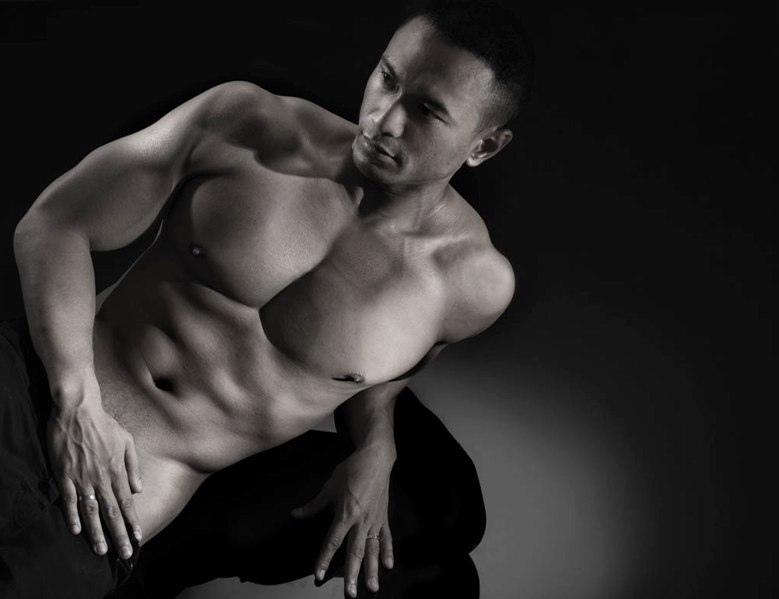
Modelo masculino nu, 2010
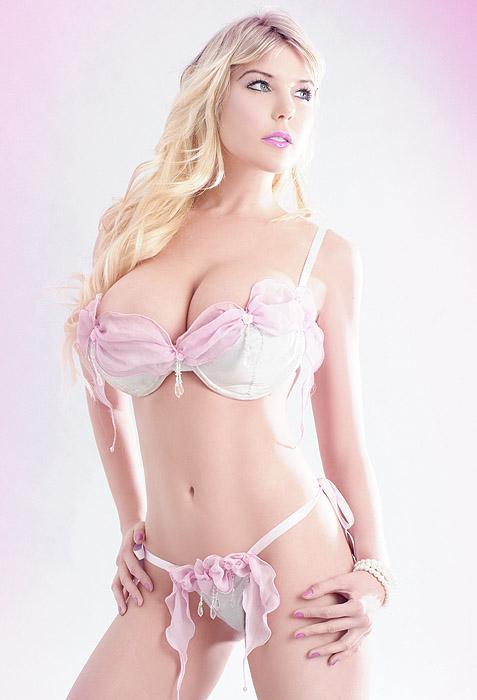
Alyssa Nicole Pallett posando em uma foto de glamour, 2009

### Propaganda

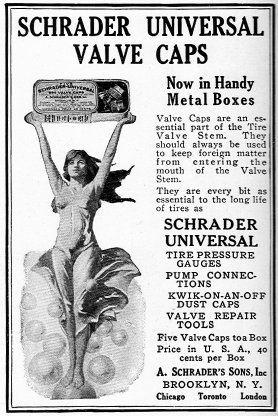
Anúncio de uma revista, abril, 1921. Uma mulher seminua oferece "sex appeal" a um anúncio de tampas de válvula de pneu.

Nudez e imagens sexualmente sugestivas são comuns na cultura moderna e amplamente usadas em publicidade para ajudar a vender produtos. Um recurso dessa forma de publicidade é que as imagens usadas normalmente não têm conexão com o produto anunciado. O objetivo de tais imagens é atrair a atenção de um cliente ou usuário em potencial. As imagens usadas podem incluir nudez, real ou sugestiva e fotografia de glamour.

### Entretenimento
Imagens de nu ou semi-nu também são amplamente usadas em entretenimento, às vezes chamadas de entretenimento para adultos. Isso pode ser na forma de cartões postais, pin ups e outros formatos.
As capas das revistas tradicionais às vezes incluem imagens de pessoas nuas ou semi-nuas. No início dos anos 90, Demi Moore posou para duas capas da Vanity Fair: Demi's Birthday Suit e More Demi Moore. Algumas revistas, como as revistas masculinas, geralmente apresentam imagens de nu ou semi-nu, e algumas revistas criaram uma reputação por seus núcleos centrais.

### Capas de álbuns de música
Capas de álbuns de música geralmente incorporam fotografia, às vezes incluindo imagens de nu ou semi-nu. As capas de álbuns que incorporaram nudez incluíram as de artistas como Jimi Hendrix (Electric Ladyland, 1968), John Lennon e Yoko Ono (Unfinished Music No. 1: Two Virgins, 1968), Nirvana, Blind Faith (Blind Faith, 1969), Scorpions (Virgin Killer, 1976) e Jane's Addiction (Nothing's Shocking, 1988). As capas de Blind Faith e Virgin Killer foram especialmente controversas porque as imagens de nu eram de garotas pré-adolescentes e foram reeditadas com capas alternativas em alguns países.

## Belas artes
A ênfase das belas artes é a estética e a criatividade; e qualquer interesse erótico, embora freqüentemente presente, é secundário. Isso distingue a fotografia de nudez tanto da fotografia de glamour quanto da fotografia pornográfica. A distinção entre estes nem sempre é clara, e os fotógrafos tendem a usar seu próprio julgamento para caracterizar seu próprio trabalho, embora os espectadores também tenham o seu julgamento. O nu permanece um assunto controverso em todas as mídias, mas mais ainda com a fotografia devido ao seu realismo inerente. O nu masculino tem sido menos comum que o feminino e, mais raramente, exibido.

### História

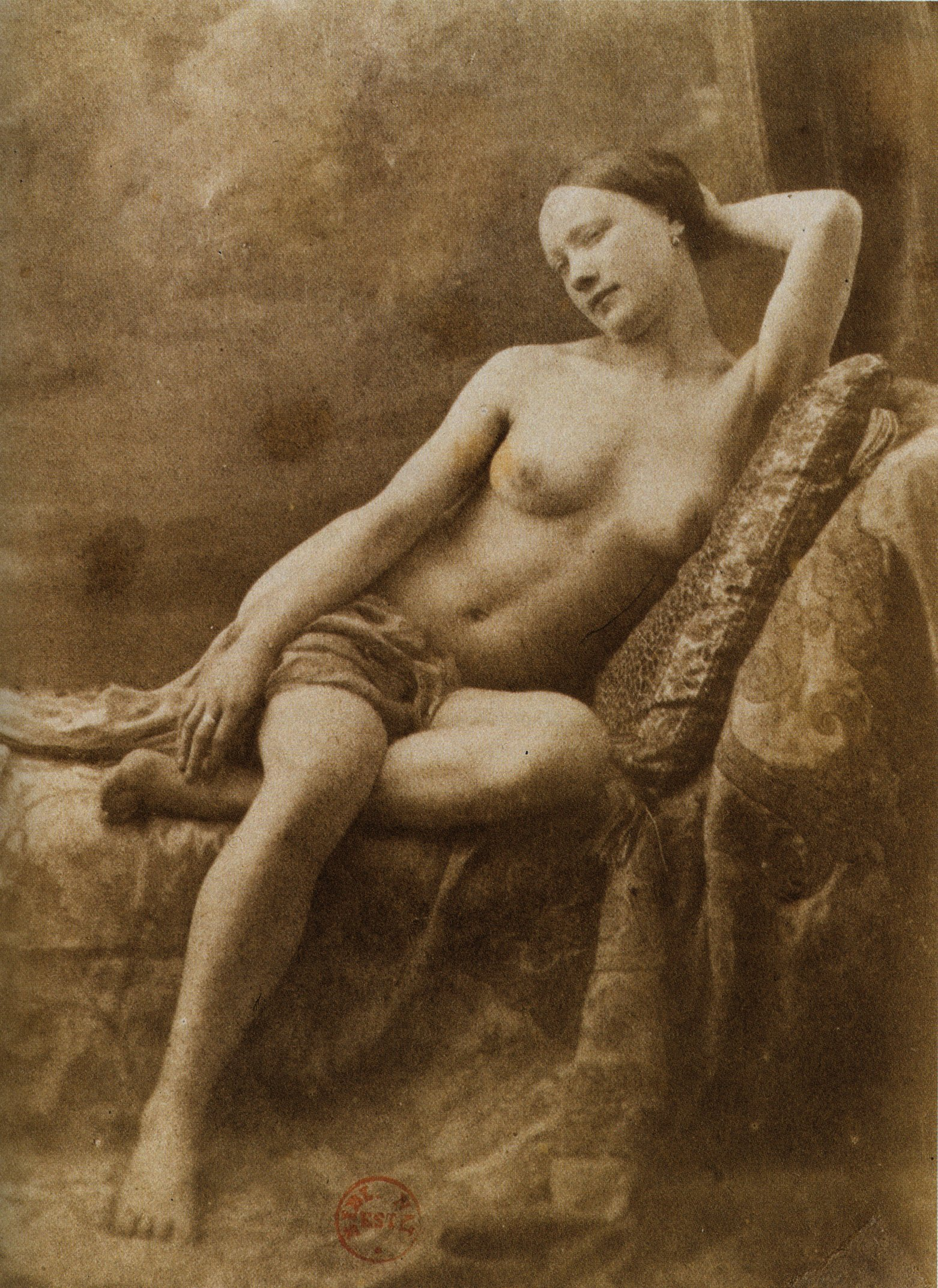
Fotografia por Jean Louis Marie Eugène Durieu, parte de uma série feita com Eugène Delacroix.
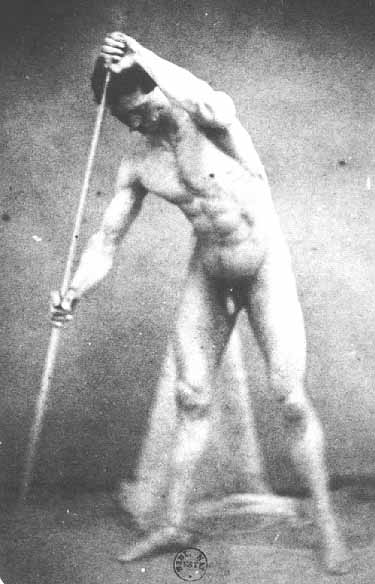
Fotografia por Jean Louis Marie Eugène Durieu, c. 1855.
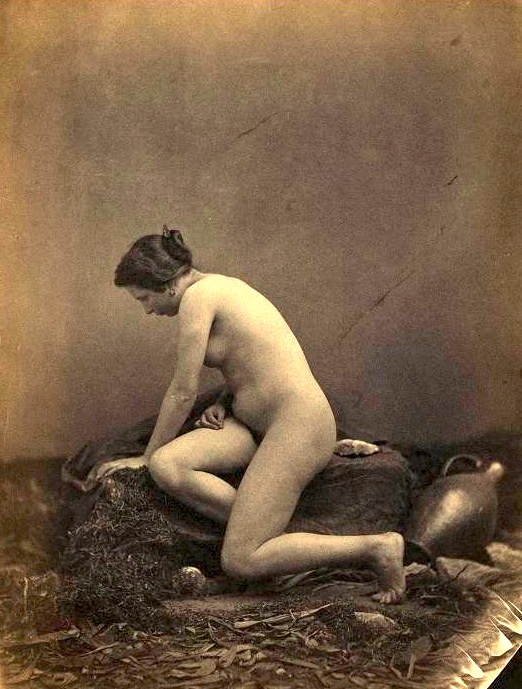
Fotografia por Eugène Durieu, 1854.
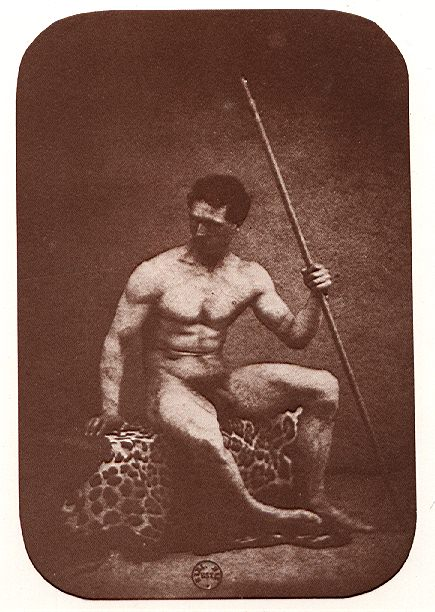
Nu masculin assis, c.1855, por Eugène Durieu.

#### Século XIX
Os primeiros fotógrafos de belas-artes das culturas ocidentais, procurando estabelecer a fotografia como um meio de arte, frequentemente escolhiam as mulheres como temas para seus nus, em poses que atendiam à prática tradicional em outras mídias. Antes da fotografia nua, os nus artísticos costumavam usar alusões à antiguidade clássica; deuses e guerreiros, deusas e ninfas. Poses, iluminação, foco suave, vinhetas e retoques manuais foram empregados para criar imagens fotográficas que eram comparáveis às outras artes da época. Embora os artistas do século XIX em outros meios de comunicação muitas vezes usassem fotografias como substitutos para modelos ao vivo, as melhores dessas fotografias também eram destinadas a obras de arte por si mesmas.
Imagens históricas
- Nu por Gaudenzio Marconi, séc. XIX
- Nu por Gaudenzio Marconi, 1841-1885
- Adão e Eva por Frank Eugene, tirado em 1898, publicado em Camera Work no. 30, 1910

#### Moderno
Após a Primeira Guerra Mundial, fotógrafos de vanguarda como Brassaï, Man Ray, Hans Bellmer, André Kertész e Bill Brandt se tornaram mais experimentais em sua representação da nudez, usando distorções refletivas e técnicas de impressão para criar abstrações ou retratando a vida real em vez de alusões clássicas . As fotos de Georgia O'Keeffe, de Alfred Stieglitz, são exemplos de alguns dos primeiros nus apresentados em um estilo íntimo e pessoal, e não com uma idealização desapaixonada. Edward Weston, Imogen Cunningham, Ruth Bernhard, Harry Callahan, Emmet Gowin e Edward Steichen continuaram esta tendência. Weston desenvolveu uma estética particularmente americana, usando uma câmera de grande formato para capturar imagens da natureza e paisagens, bem como nus, estabelecendo a fotografia como um meio de artes plásticas. Em 1937, Weston tornou-se o primeiro fotógrafo a receber uma bolsa do Memorial John Simon Guggenheim. Muitos fotógrafos de arte têm uma variedade de assuntos em seu trabalho, sendo o nu um deles. Diane Arbus foi atraída por pessoas incomuns em ambientes incomuns, incluindo um campo de nudismo. Lee Friedlander tinha assuntos mais convencionais, sendo um deles Madonna como um modelo jovem.

#### Contemporâneo
A distinção entre arte e glamour é frequentemente de marketing, com a arte sendo vendida através de galerias ou revendedores em edições limitadas assinadas pelo artista, e fotos de glamour sendo distribuídas através da mídia de massa. Para alguns, a diferença está no olhar do modelo; os modelos de glamour olham para a câmera, enquanto os modelos de arte não. Os fotógrafos de glamour e moda aspiraram ao status de arte em alguns de seus trabalhos. Um desses fotógrafos foi Irving Penn, que progrediu da revista Vogue para fotografar modelos de moda como Kate Moss nua. Richard Avedon, Helmut Newton e Annie Leibovitz seguiram um caminho semelhante com retratos dos famosos, muitos deles nus ou parcialmente vestidos. Na era pós-moderna, onde a fama é muitas vezes o tema da arte, A foto de Avedon de Nastassja Kinski com uma píton, e as capas de Demi Moore, de Leibovitz, grávidas e de pintura corporal tornaram-se icônicas. O trabalho de Joyce Tenneson foi para o outro lado, desde belas artes com um estilo único e suave, mostrando mulheres em todas as fases da vida até retratos de pessoas famosas e fotografia de moda.
Embora os fotógrafos nus tenham trabalhado amplamente dentro de formas estabelecidas que mostram corpos como abstrações esculturais, alguns, como Robert Mapplethorpe, criaram obras que deliberadamente confundem as fronteiras entre literatura erótica e arte.
Vários fotógrafos se tornaram controversos por causa de suas fotos nuas de menores de idade. David Hamilton costumava usar temas eróticos. Sally Mann foi criada na zona rural da Virgínia, em um local onde era comum nadar nus em um rio, e muitas de suas fotografias mais famosas são de seus próprios filhos nadando nus. Fotógrafos menos conhecidos foram acusados de serem criminosos por fotos de seus próprios filhos.

A imagem corporal tornou-se um tema explorado por muitos fotógrafos que trabalham com modelos cujos corpos não se ajustam aos preconceitos convencionais sobre a beleza.

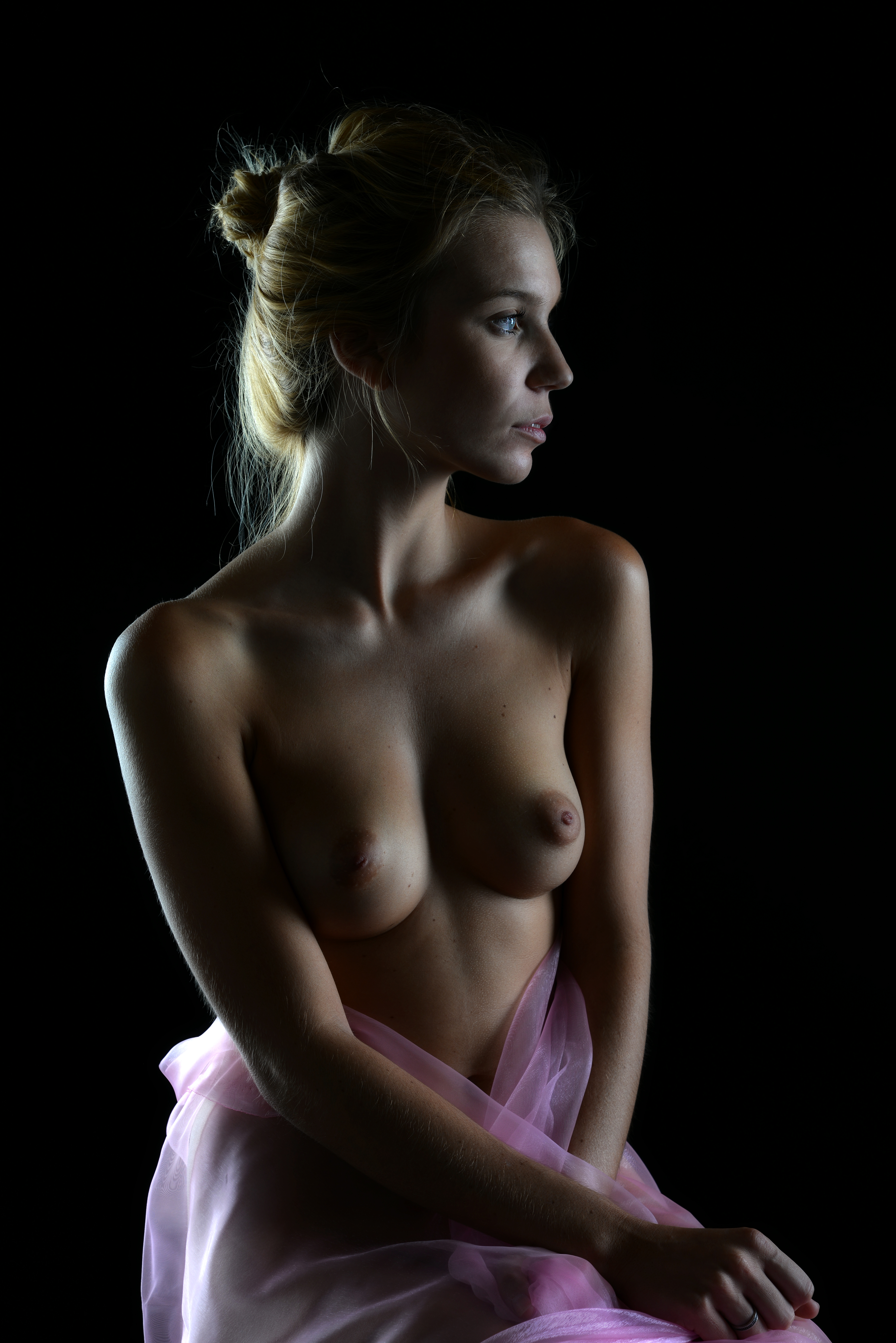
Mulher sentada de topless (2014) por Patrick Subotkiewiez
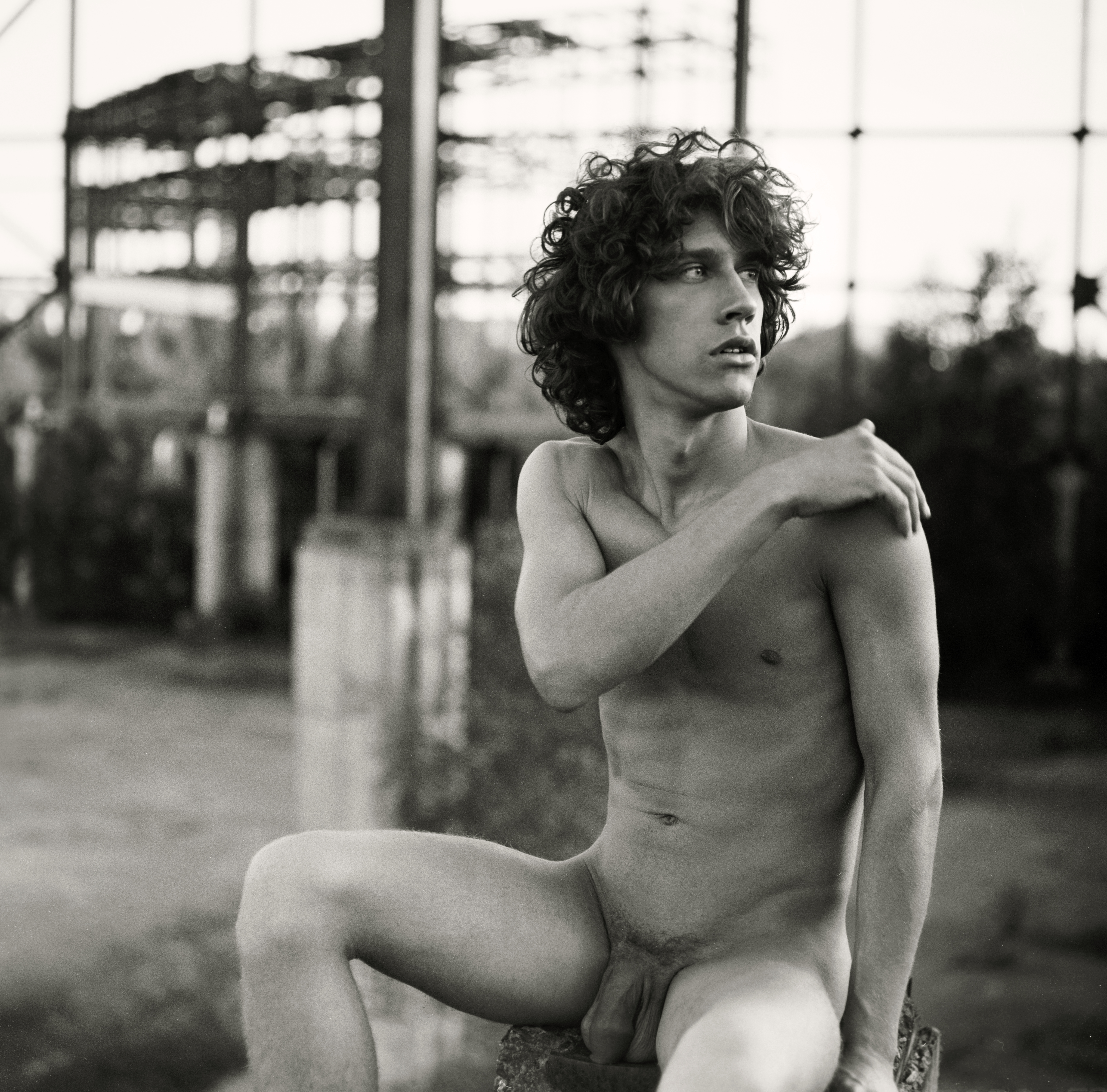
Meanwhile (2011) por Sasha Kargaltsev
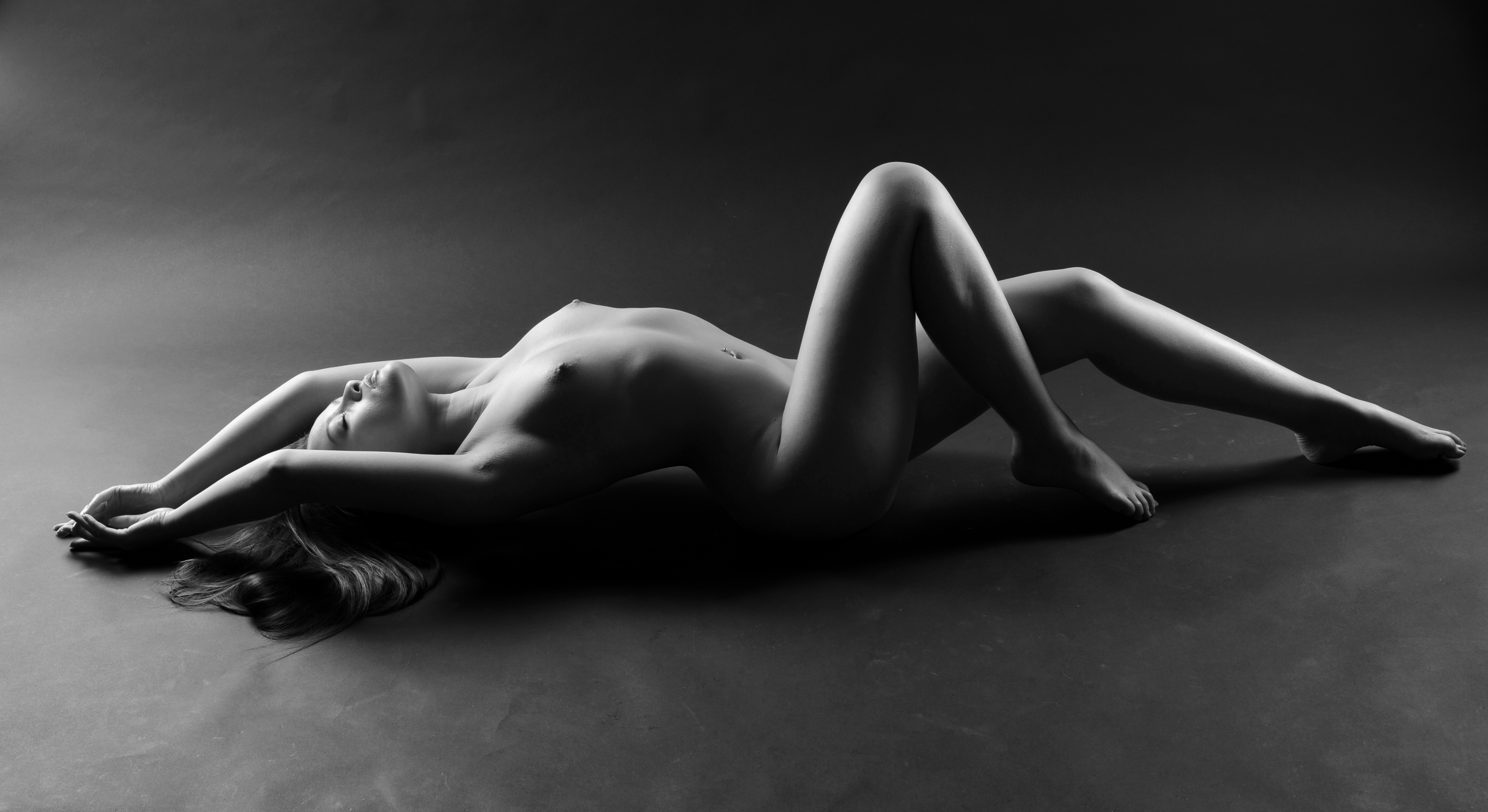
Nu artistique féminin (2011) por Jean-Christophe Destailleur
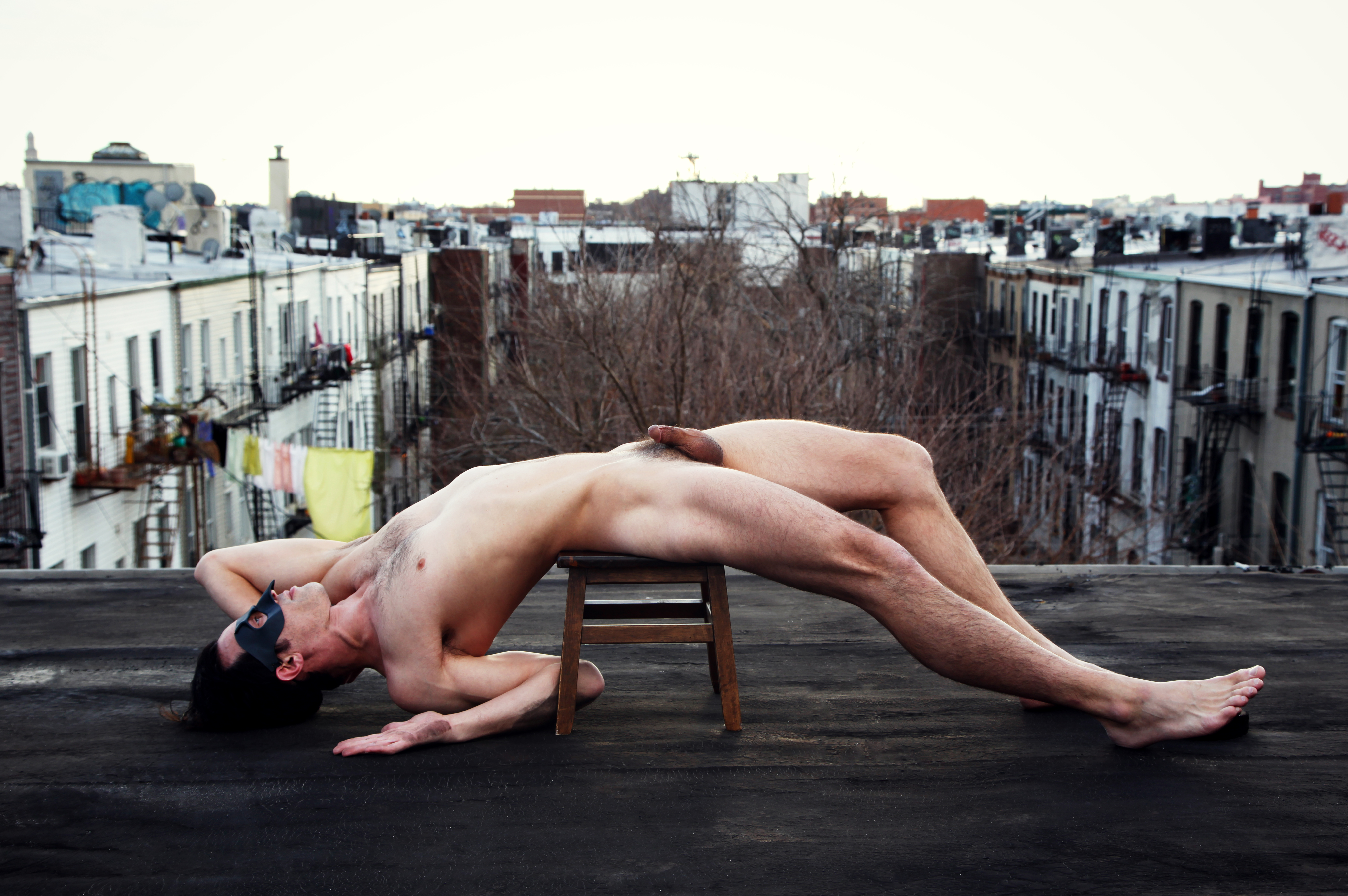
Rooftop study (2013) por Sasha Kargaltsev